# Jiří z Holštejna a Jedovnic
Jiří z Holštejna a Jedovnic byl moravský pán z rodu pánů z Holštejna.
Jeho otcem byl Vok III. z Holštejna. V písemných pramenech se poprvé uvádí v roce 1414 jako poručník sporu svého bratra Ondřeje z Holštejna ze Zikmundem z Křižanova. Roku 1415 nechal Jiří zapsat věno 200 hřiven grošů na tvrzi v Jedovnicích, na polovině městečka Jedovnice se starým rybníkem, svobodným dvorem a prostředním mlýnem, a na svobodném dvoře ve vsi Ostrov své ženě Elišce ze Zástřizl. V prosinci roku 1420 zažaloval svého synovce Voka V. z Holštejna, že jeho nedávno zemřelý otec obdržel od krále pro Jiřího 50 kop grošů, které mu odmítl vydat. Počátkem 30. let 15. století patřil Jiří mezi straníky moravského markraběte Albrechta Habsburského. Jako živý se připomíná Jiří z Holštejna a Jedovnic ještě 27. ledna 1436. Ještě téhož roku zemřel, protože v prosinci 1436 se uvádí jako nebožtík.
Jiří z Holštejna a Jedovnic nezanechal žádné potomky, jeho žena vzala roku 1437 ve spolek své bratry Smila, Arkleba a Jana a ti vložili ještě téhož roku její věno do Zemských desk Janu Tunklovi z Drahanovic.   